# Ratkovská Lehota
Ratkovská Lehota é um município da Eslováquia, situado no distrito de Rimavská Sobota, na região de Banská Bystrica. Tem 5,6 km² de área e sua população em 2018 foi estimada em 46 habitantes.

## Demografia
| Ano:        | 1994 | 2004    | 2014    | 2024    |
| ----------- | ---- | ------- | ------- | ------- |
| Broj ljudi: | 61   | 70      | 57      | 37      |
| Razlika:    |      | +14,75% | -18,57% | -35,08% |

| Ano:               | 2023 | 2024   |
| ------------------ | ---- | ------ |
| Número de pessoas: | 38   | 37     |
| Diferença:         |      | -2,63% |